# Павловка (Остёрское сельское поселение)
Павловка — деревня в Рославльском районе Смоленской области России. Входит в состав Остёрского сельского поселения. Население — 839 жителей (2007 год). 
Расположена в южной части области в 2 км к северу от Рославля, вдоль автодороги А141 Орёл — Витебск, на берегу реки Остёр. В 0,5 км восточнее деревни расположена железнодорожная станция Козловка на линии Смоленск — Рославль.

## История
В годы Великой Отечественной войны деревня была оккупирована гитлеровскими войсками в августе 1941 года, освобождена в сентябре 1943 года.